# Cantonul Eyguières
Cantonul Eyguières este un canton din arondismentul Arles, departamentul Bouches-du-Rhône, regiunea Provence-Alpes-Côte d'Azur, Franța.

## Comune
- Alleins
- Aureille
- Eyguières (reședință)
- Lamanon
- Mallemort
- Mouriès
- Vernègues